# علي أباد درة مشك (بربرود الغربي)
علي أباد درة مشك (بالفارسية: علی‌آباد دره مشک) هي منطقة سكنية تقع في إيران في قسم بربرود الغربي الریفي. يقدر عدد سكانها بـ 27 نسمة بحسب إحصاء 2016.